# Троицкий собор (Дмитровск)
Тро́ицкий собо́р (Собо́р Троицы Живоначальной) — не сохранившийся православный храм в городе Дмитровске Орловской области. С момента постройки был главным храмом Дмитровска и своего уезда.

## История

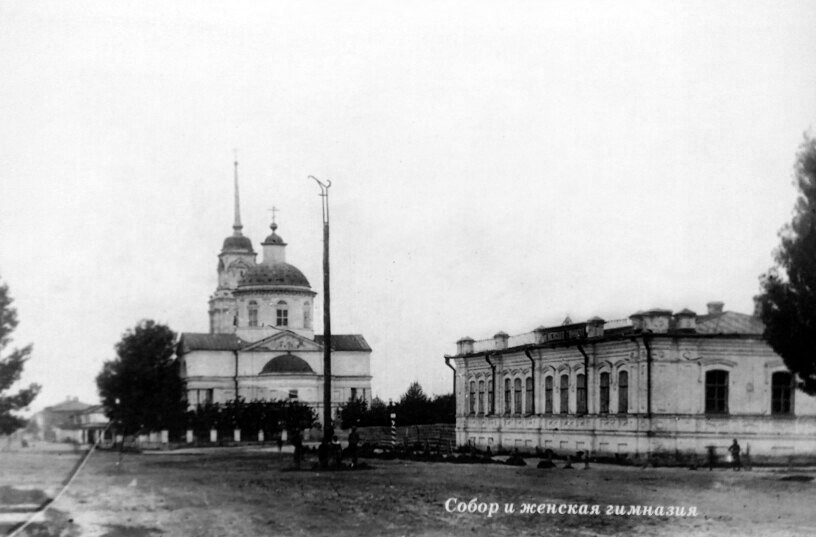
Троицкий собор и женская гимназия в 1908 году

Троицкий собор был основан в 1802 году. Строительство каменного здания собора началось в 1810 году и проводилось в несколько этапов на добровольные пожертвования, которых было собрано более 36 000 рублей. Строителем был соборный протоиерей Филипп Леонутов. Богослужения начались в 1812 году, в 1817 году собор был освящён. В 1821 году строительство храма было завершено. Однако уже в 1832 году к основному зданию были пристроены 2 придела, от чего первоначальный вид храма изменился. Помимо главного придела — Пресвятой Троицы, в храме были ещё два: Успения Пресвятой Богородицы и Георгия Победоносца. Прихожанами собора были жители центральных кварталов Дмитровска, а также население соседних деревень Аношинки и Вертякина. Во время богослужения в трапезной церкви могло вместиться до двух тысяч человек. В народе храм имел второе название — Новый собор. Старым собором горожане называли храм Димитрия Солунского.
В 1865 году из Троицкого собора во вновь созданный приход Покровского храма Дмитровска были переведены: священник Василий Никитский, диакон Ипатий Кропотов, пономарь Михаил Фёдоров. В том же году протоиерей Троицкого собора Иоанн Леонутов был избран городским и сельским благочинным 1-го участка Дмитровского благочиния, а протоиерей того же собора Павел Мещерский — сельским благочинным 2-го участка Дмитровского благочиния.
По состоянию на 1885 год в Троицком соборе служили: штатный протоиерей Дмитрий Матвеевич Никаноров, имеющий орден Святой Анны 3-й степени, священник Фёдор Георгиевич Ильинский и дьякон Афанасий Яковлевич Лебедев. Храм относился к 1-му участку Дмитровского благочиния. В 1897 году в соборе служили: протоиерей Николай Николаевич Ливанов, священник Василий Ермолаевич Рязанов, дьяконы Афанасий Яковлевич Лебедев и Иван Николаевич Нефедьев; в 1910 году — штатный протоиерей Лев Иванович Адамов, священник Тихон Иванович Андреев, дьякон Стратон Павлович Сергеев, дьякон-псаломщик Евлампий Петрович Вознесенский. При соборе действовало уездное отделение епархиального училищного совета. Во время Великой Отечественной войны, осенью 1941 года, когда линия фронта почти дошла до Брянска, местные власти по указанию райисполкома приступили к разрушению Свято-Троицкого собора. Полностью разрушить храм в то время не удалось. Окончательно Троицкий собор был разобран в 1950-е годы. На месте разрушенного собора, около автовокзала, в 2004 году была построена часовня в память о соборе в стиле классицизм.

## Архитектура

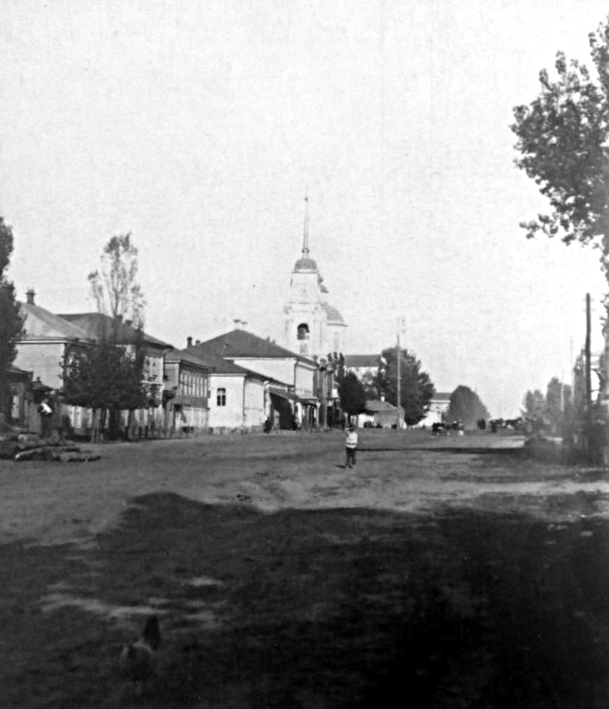
Троицкий собор в 1902 году

Троицкий собор располагался в центре города: в северо-восточном углу, образованном от пересечения нынешних улиц Советской и Социалистической. Храм был одноглавым с боковыми притворами, трапезной и колокольней. На колокольне был подвешен колокол весом в 660 пудов (около 10,8 тонн), который горожане называли «Царь-колокол». Другой особенностью храма были часы-куранты, установленные под самым куполом колокольни, циферблат которых был обращен на четыре стороны света.
Около храма стояло здание сторожки, в которой постоянно проживал сторож со своей семьей. В обязанности его входило бить в набат в случае пожара или иного стихийного бедствия, звоном колокола поднимать горожан на борьбу со стихией. Рядом с собором на углу улиц стояла каменная лавка, которую собор сдавал в аренду. Это здание горожане называли свечной лавкой. Свечная лавка сохранилась и до сих пор, в ней ныне размещается автостанция.
По архитектурному оформлению, с лепными капителями Троицкая соборная церковь была самым красивым храмом города. Особую красоту придавали ей огромные купола, окрашенные в небесно-голубые тона, с большими серебристыми звездочками по ним. В те годы в городе водилось много ласточек и стрижей. Свои гнезда они строили за лепными украшениями храма. Целыми днями в летнюю пору носились над храмом стаи птиц, оглашая окрестности радостным криком, создавая впечатление вечной и неугомонной жизни.
Своды и стены храма были расписаны фресками на библейские сюжеты. В церкви хранились известные иконы: Александра Невского, Николая Чудотворца и Иверской Божьей Матери. 

## Причт и старосты храма
Протоиереи:
- Филипп Леонутов (1802 год — ?)
- Иоанн Леонутов (1865 год)
- Павел Мещерский (1865 год)
- Лев Иванович Адамов (до 1910 — ?)

Священники:
Дьяконы:
Псаломщики:
- Андрей Максаков (17 апреля 1901 года — ?)[9]

Церковные старосты: